# Канавачо (Пезаро и Урбино)
Канавачо (итал. Canavaccio) је насеље у Италији у округу Пезаро и Урбино, региону Марке.
Према процени из 2011. у насељу је живело 1072 становника. Насеље се налази на надморској висини од 168 м.